# Státovka

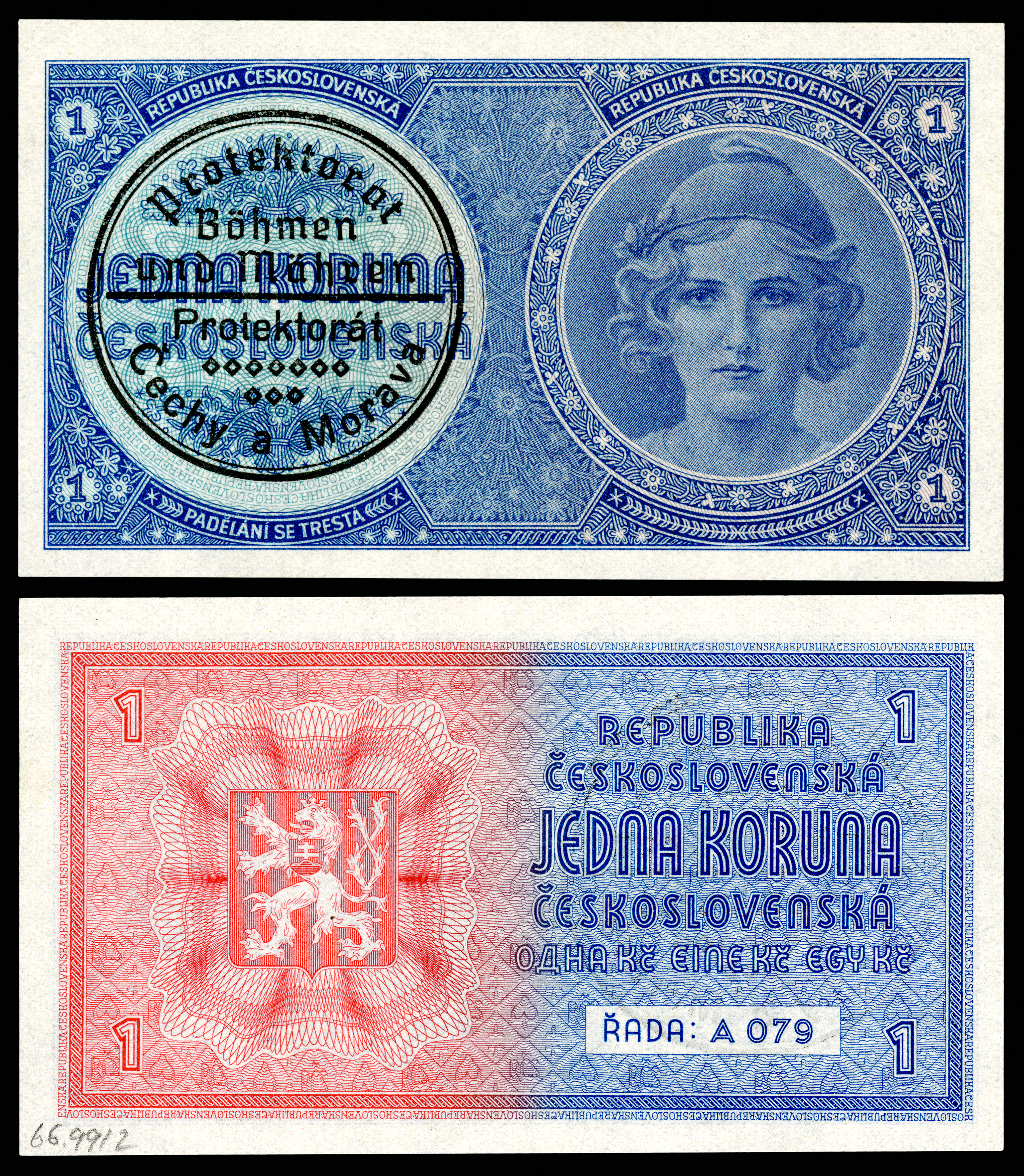
Státovka – 1 protektorátní koruna, původně nevydaná jako koruna československá (1938); platná od února do května 1940 i přes absenci vyhlášky ve sbírce zákonů, s přetiskem českého a německého textu Protektorát Čechy a Morava. Autory byli Bohumil Heinz a Bedřich Fojtášek.

Státovky jsou papírové peníze emitované panovníkem nebo vládou, které mají nucený kurz. K emisi (vydávání) státovek docházelo obvykle při nedostatku mincí z drahých kovů (zlato, stříbro) a zvýšených výdajích státního rozpočtu (nejčastěji v období válek). Stát chybějící zlaté a stříbrné mince doplňoval vydáváním papírových státovek. Množství státovek v oběhu určoval panovník, resp. vláda daného státu, např. na základě výšky schodku v státní pokladně.

## Historie
Státovky byly v době mincí vyráběných z drahých kovů přijímané jen velmi neochotně. Emitent proto stanovoval nucený kurz a každý subjekt musel státovky přijímat pod hrozbou trestu. Emitent se taktéž zavazoval, že státovky po určité době odkoupí zpět za mince z drahých kovů. Tento závazek však mohl splnit jen v případě přebytku drahých kovů ve státní pokladně. To se většinou nedělo a naopak narůstající schodky státních rozpočtů vedly k další emisi státovek, jejich znehodnocování a vzestupu cenové hladiny (inflace). Některé země přivedla nadměrná emise státovek až k státnímu bankrotu. Z těchto důvodů je dnes krytí schodků státních rozpočtů pomocí státovek zakázané. Na československém území byly poslední státovky stažené z oběhu v roce 1972.